# Inheemse Surinamers

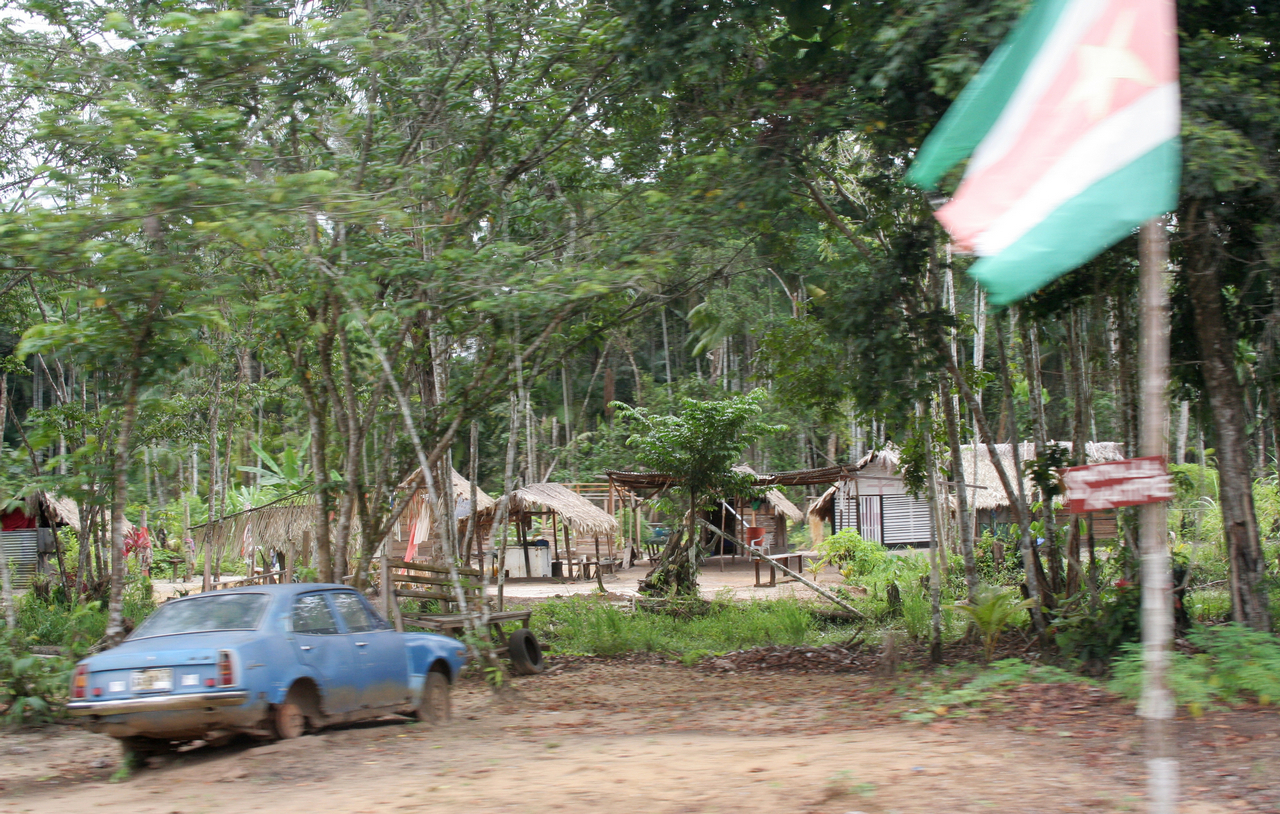
Dorp aan de Oost-Westverbinding, 2008

Inheemse Surinamers zijn de oorspronkelijke bewoners van Suriname. Tot en met de jaren 1980, en informeel lang erna, was indianen als benaming algemeen gebruikelijk.
Inheemsen wonen met name in het binnenland en op de oostelijke kustvlakte. Ook in het westen, ten zuiden van Coronie en Nickerie aan de grensrivier Corantijn met Guyana, vormen zij de meerderheid van de bevolking. Er is een trek van inheemse jongeren naar Paramaribo. De inheemsen vormen 3,7% van de bevolking.
Tribale volken, zoals de marrons, die ook in groten getale in het binnenland wonen, worden niet tot de inheemsen gerekend.

## Naamgeving
Tot en met de jaren 1980 was indianen als benaming algemeen gebruikelijk, vergelijkbaar (Amer-)indians in het Engels. Over de benaming indigenous peoples (inheemse volken) is jarenlang strijd gevoerd, waardoor deze term nu is vastgelegd bij de Verenigde Naties en in de wetgeving van allerlei andere internationale organen en regeringen. De vertegenwoordigers van de oorspronkelijke bewoners in Suriname hebben in de laatste twee decennia van de 20e eeuw uitdrukkelijk de keuze gemaakt inheems genoemd te willen worden, vanuit het recht op zelfbeschikking. In de praktijk is 'inheems' nog niet overal in Suriname ingeburgerd.

## Volken

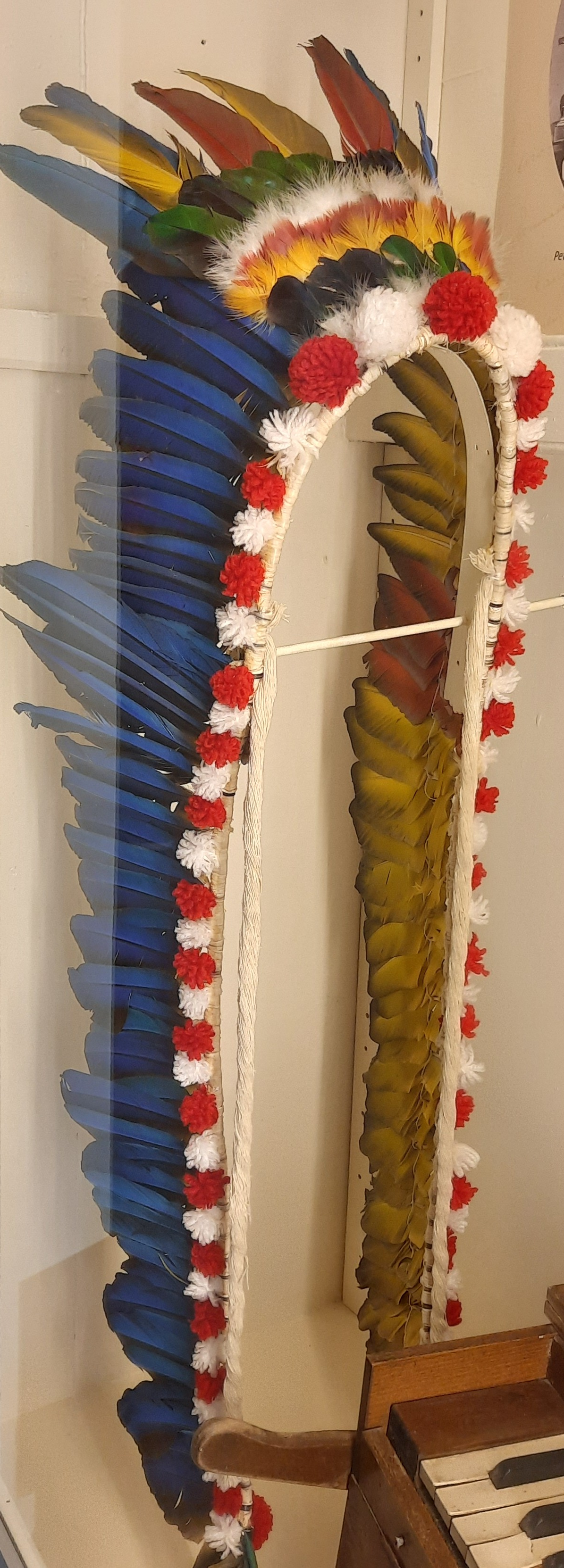
Karaïbse hoofdtooi, 19e eeuw, maker George Ajukana uit Corneliskondre, Kerkelijk Museum

Tot de Europeanen zich medio 17e eeuw permanent in Suriname vestigden, hebben hier mogelijk rond de twintig verschillende inheemse volkeren met een eigen taal gewoond. Een groot aantal van hen stierf uit of ging op in andere volkeren, nog voordat hun geschiedenis of naam bekend werd. Enkele andere volkeren verdwenen later. Tot en met de 17e eeuw leefden hier de Yao en tot en met de 20e de Wayarikule en de Warau. In de 21e eeuw zijn er rond de helft inheemse volken overgebleven. Regionaal zijn ze in te delen als boven- en benedenlands. Zij spreken allen een taal uit de Caribische of Arawaktalen. In de volgende dorpen wonen begin 21e eeuw nog nakomelingen van volken die in Suriname hebben geleefd: met Wayana in Apetina, en Paloemeu en met Trio in Kwamalasamoetoe, Sipaliwinisavanne en Tepoe.

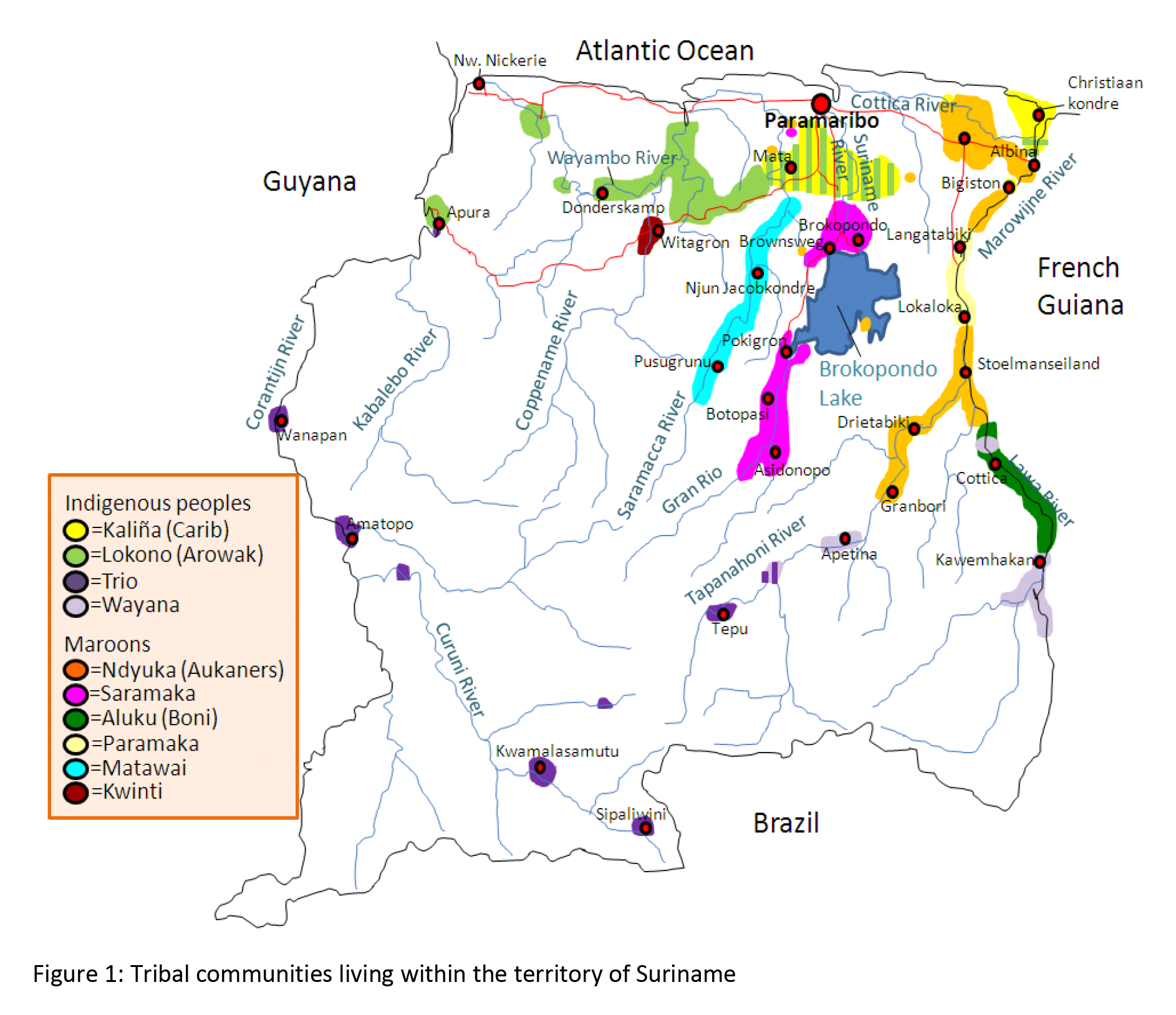
Spreiding van de inheemsen en marrons in Suriname

| Volk                | taal               | taalfamilie | regio        | woongebieden                                               |
| ------------------- | ------------------ | ----------- | ------------ | ---------------------------------------------------------- |
| Aparai              | Aparai             | Caribisch   | Bovenlands   | Paloemeu                                                   |
| Arowakken (Lokono)  | Arowaks            | Arowaks     | Benedenlands | Kustvlakte                                                 |
| Karaïben (Kari'na)  | Karaïbs            | Caribisch   | Benedenlands | Marowijnerivier                                            |
| Wayana              | Wayana             | Caribisch   | Bovenlands   | Tapanahony-, Oelemari-, Litani- en Lawarivier              |
| Trio                | Trio               | Caribisch   | Bovenlands   | Tapanahony- en Sipaliwinirivier, inclusief Kwamalasamoetoe |
| Akuriyo             | Trio, was Akuriyo  | Caribisch   | Bovenlands   | Tapanahony- en Sipaliwinirivier, inclusief Kwamalasamoetoe |
| Saloema             | Trio               | Caribisch   | Bovenlands   | Kwamalasamoetoe                                            |
| Sikiiyana           | Sikiiyana en Trio  | Caribisch   | Bovenlands   | Kwamalasamoetoe                                            |
| Tunayana en Katuena | Katuena-Tunayana   | Caribisch   | Bovenlands   | Kwamalasamoetoe                                            |
| Waiwai              | Waiwai             | Caribisch   | Bovenlands   | Kwamalasamoetoe en Tigri-gebied                            |
| Mawayana            | Trio, was Mawayana | Arowaks     | Bovenlands   | Kwamalasamoetoe                                            |

## Geschiedenis

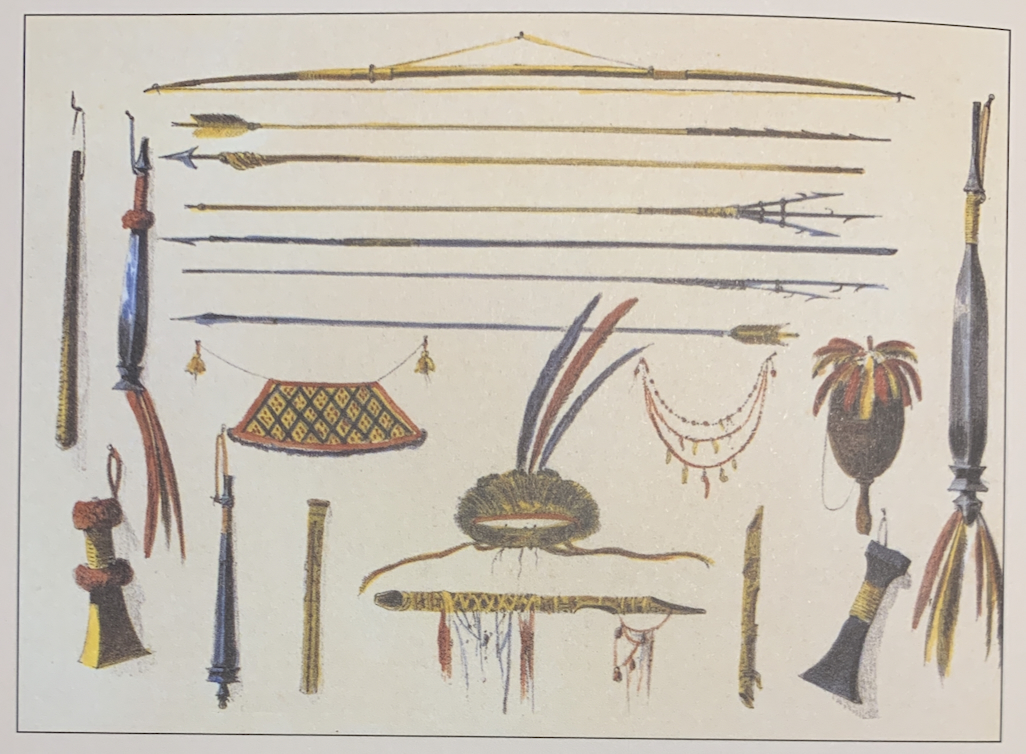
Wapens en andere attributen van de Karaïben (Pierre Jacques Benoit, 1839)

### Inheemse oorlog (1678-1686)
De Inheemse oorlog was een strijd van verschillende samenwerkende inheemse volken in Suriname tegen de vestiging en uitbreiding van de plantages en het koloniale bestuur. Zij streden tegen de aantasting van hun leefgebied en de tewerkstelling van inheemsen als slaafgemaakten op de plantages en voor het gouvernement. Hun belangrijkste leiders waren Kaaikoesi en Priary. De oorlog leidde bijna tot het einde van de kolonie.
Rond 1650 woonden er naar schatting dertigduizend inheemsen in het gebied tussen de Corantijn en de Marowijne. De belangrijkste inheemse bevolkingsgroepen waren de Kari'na (Karaïben), de Lokono (Arowakken) en de Warau. Gouverneur Johannes Heinsius slaagde erin om de samenwerking van de inheemse partijen te doorbreken en de inheemse volken die aan de Corantijn en de Marowijne woonden aan zich te binden. Tijdens de oorlog wisten veel Afrikaanse slaafgemaakten zich te onttrekken aan het plantageregime. Ze werden opgevangen in de dorpen van de inheemsen. Onder aanvoering van Ganimet sloten de marrons zich aan bij de strijd van de inheemsen. De oorlog eindigde met de Vrede van 1686. De Karaïben, de Arowakken en de Warau bedongen dat zij niet meer als slaaf mochten worden verkocht. Zij werden tot vrije inwoners verklaard, die alleen als zij een misdaad hadden begaan tot slaaf mochten worden gemaakt. Zij kregen de vrijheid om zich overal in de kolonie te vestigen.

### Concentratie en herspreiding van de Trio (2e helft 20e eeuw)
In de jaren 1960 en 1970 werden Trio door zendelingen overgehaald om bij elkaar te wonen in het dorp  Kwamalasamoetoe, om zo onderwijs, gezondheidszorg en godsdienstonderwijs te centraliseren. Eind jaren 1990 besloot Alalaparoe om deze situatie terug te draaien, toen bleek dat de Trio hun traditionele kennis aan het verliezen waren, afhankelijk werden van gefabriceerde goederen en overmatig aanspraak maakten op natuurlijke bronnen. Evenzo belangrijk was het zekerstellen van de aanspraak op het territorium van de Trio. Sinds eind 20e eeuw motiveerde hij zijn kapiteins daarom om zich opnieuw te verspreiden langs de grenzen van het gebied. Zij hervestigden zich in onder meer Wanapan (1998), Alalapadoe (1999), Sipaliwinisavanne (2000), Coeroenie (2001 à 2002), Kasjoe-eiland (2002), Amatopo (2003) en Lucie (2004). De nederzettingen varieerden van nieuw opgezet tot herbewoning, en kenden soms nog enkele achterblijvers van vroeger. Om te zorgen dat Trio met elkaar in contact blijven, wilde Alalaparoe de voormalige voetpaden tussen de dorpen herstellen. In de praktijk bleek dit op bepaalde plekken lastig, vanwege het grensdispuut tussen Guyana en Suriname in het Tigri-gebied, maar ook omdat dorpen van elkaar werden gescheiden door land dat de Trio niet bezit.

### Binnenlandse Oorlog
Tijdens de Binnenlandse Oorlog (1986-1992) werd in 1989 het Vredesakkoord van Kourou gesloten waarin marrons van het Junglecommando in het binnenland controle- en beheerstaken toebedeeld kregen. Als reactie hierop formeerden inheemsen de Tucajana Amazones die de zijde kozen van het militaire regime. Zij hadden grote delen van Zuidwest-Suriname onder controle.

## Levensstijl
Inheemsen leven traditioneel van visserij, jacht, kleinschalige landbouw en kunstzinnige nijverheid. Sinds de 20e eeuw is daar voor sommigen het toerisme bijgekomen. Veel jongeren trekken naar Paramaribo.
Aan het begin van de 21e eeuw zijn er veel invloeden van buitenaf, met volgens Theo Jubitana, VIDS-voorzitter van 2017 tot 2021 een zeker moreel verval onder inheemse Surinamers. Hij sprak dit uit na de dodelijke roofoverval op dorpshoofd Michel Karwafodi in augustus 2020 die door inheemse tieners was gepleegd.
Inheemsen zijn sinds eind jaren 60 van de 20e eeuw voor een deel christelijk geworden. Overigen hangen traditionele natuurgodsdiensten aan, waarbij geesten- en voorouderverering een grote plaats innemen.
In het binnenland wonen de meeste inheemsen (Trio en Wayana) in tijdelijke nederzettingen op zand in de buurt van stromend water. Er wonen minder dan vijftig in een groep bij elkaar. De hutten zijn snel te maken met stammen en stokken en staan met een redelijke tussenruimte naast elkaar. De daken zijn gemaakt van plantaardig materiaal en reiken tot aan de grond. De woon- en slaapgedeeltes verschillen weinig van elkaar. Elke hangmat heeft zijn eigen plaats.

### Muziek

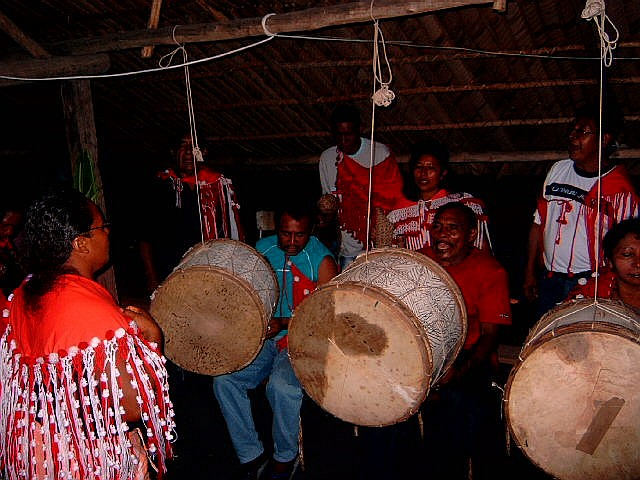
Karaïben met sambura-trommels in Suriname.

De muziekuitvoering kwam in de 20e eeuw bij bijna alle inheemse volken onder druk te staan, met name door de afwijzing door zendelingen en missionarissen. Daarnaast werden de Arowakken aanvankelijk aangetrokken door popmuziek en later door Creoolse kawina. Bij de Trio's en de Wayana's verdween de eigen muziek vrijwel geheel. Eind 20e eeuw hebben Wayana-jongeren pogingen gedaan om de traditionele muziekstijl te herintroduceren.
De Karaïben werden door de priesters niet omgevormd tot vrome christenen en werd toegestaan dat ze voor geestelijke raad nog steeds naar hun pyjaiman (sjamaan) konden gaan. Daarnaast is de pyjaiman een cultureel leider en een muzikaal voorganger, en daardoor ook zanger, componist en tekstdichter. Hierdoor is de muziekstijl onder de Karaïben nog het meest bewaard gebleven onder de inheemsen in Suriname.

## Vertegenwoordiging
Een organisatie die tientallen inheemse dorpen vertegenwoordigt, is de Vereniging Inheemse Dorpshoofden Suriname. In 2018 was er een scheuring waarbij 10 van de 52 dorpen uit de vereniging stapten. Een organisatie die zich vooral inzet voor de grondenrechten van de inheemsen en marrons in Suriname, is de Organisatie van Inheemsen in Suriname. Ook zijn er organisaties die een deel van de inheemsen of inheemse belangen vertegenwoordigen, zoals Mulokot (Wayana), Kaliña en Lokono Inheemsen Beneden Marowijne (KLIM), Organisatie Samenwerkende Inheemse Dorpen in Para en Wanica (OSIP) en het Surinaamse kantoor van het Amazon Conservation Team. Andere organisaties zijn ESAV (maatschappelijke vertegenwoordiging), AWMY (mensenrechten), Apache Social Network Suriname (empowerment) en de Pater Ahlbrinck Stichting (economische ontwikkeling). Jaarlijks is er erkenning tijdens de Dag der Inheemsen.

## Politiek

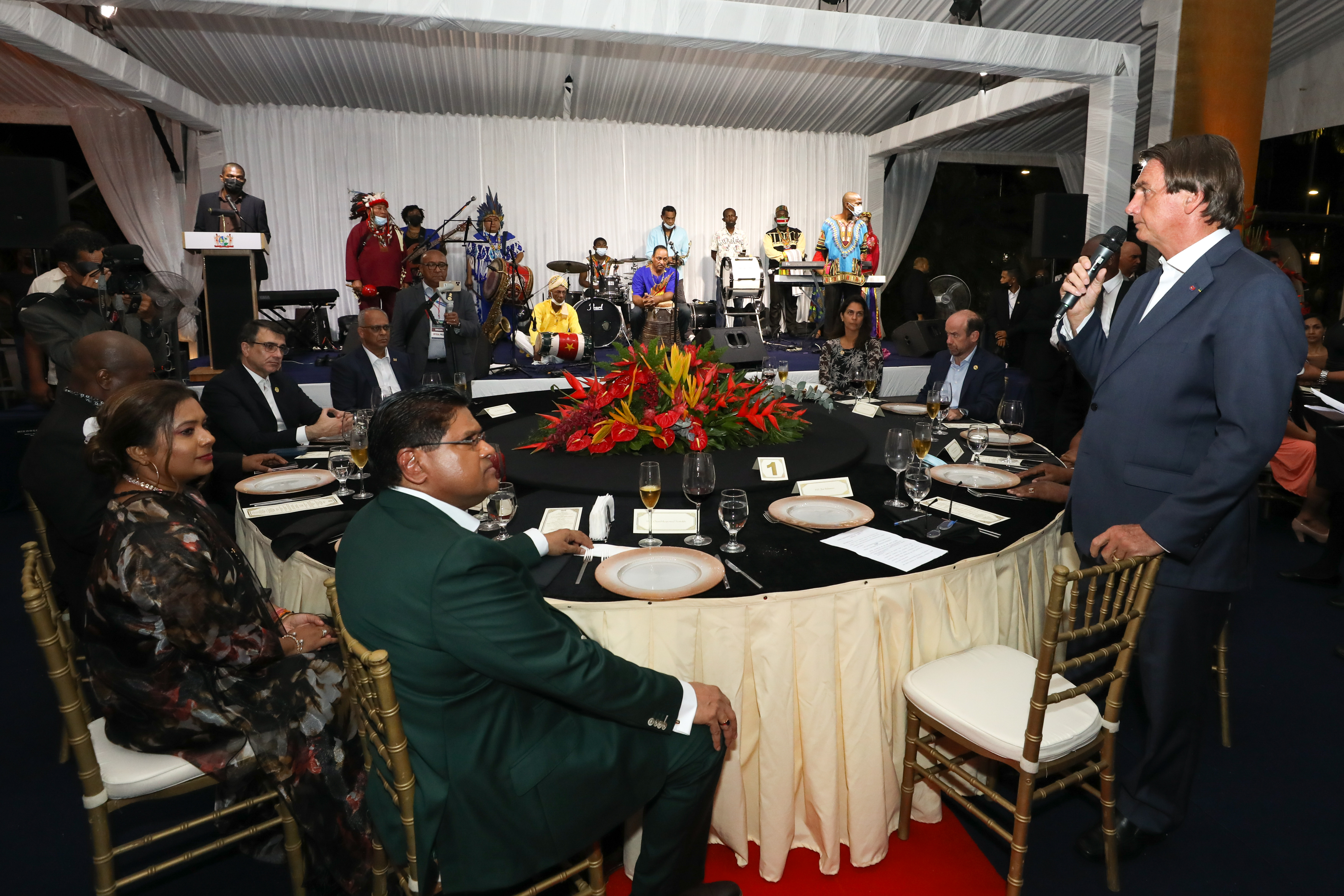
Inheemse en andere musici tijdens staatsbezoek Braziliaanse president Bolsonaro in 2022

In juli 1962 richtten Arowakken en Karaïben de Verenigde Indiaanse Partij (VIP) op. De partij deed zelfstandig mee aan de verkiezingen van 1963 en gelieerd aan de PSV tijdens die van 1967. Het echec voor de PSV in 1967 betekende ook het einde van de VIP.
De eerste inheemse Surinamer die een zetel in het parlement verwierf, was Eugène Arichero (NPS) die in 1973 in de Staten van Suriname plaatsnam. Aan hem herinnert de lijfspreuk Met onderwijs komt het verstand. Er is sinds 2000 opnieuw een politieke inheemse partij, de Amazone Partij Suriname, die geen vertegenwoordiger heeft gehad in De Nationale Assemblée (stand 2020). 

### Parlementariërs
Hieronder volgt een lijst van inheemse parlementariërs.
- 1973-1977: Eugène Arichero (NPS)
- 1991-2000: Ronald Karwofodi (NPS)
- 2005-2010: Sylvia Kajoeramari (PL, later ABOP)
- 2010-2015: Lesley Artist (NDP)
- 2010-2015: Ramses Kajoeramari (NDP, later ABOP)
- 2015-2020: Grace Watamaleo (NDP)
- 2015-heden: Jennifer Vreedzaam (NDP)
- 2020-heden: Claudie Sabajo (NDP)
- 2020-heden: Iona Edwards (NDP)
- 2021-heden: Renet Wahki (ABOP)

### Ministers
- 2013-2017: Steven Relyveld (NDP), Ruimtelijke Ordening, Grond- en Bosbeheer
- 2020-2023: Albert Jubithana (ABOP), Transport, Communicatie en Toerisme
- 2023-heden: Ines Pané (ABOP/PL), Sociale Zaken en Volkshuisvesting

## Gezondheidszorg
Inheemsen die in het binnenland wonen zijn voor hun gezondheidszorg aangewezen op de posten van de Medische Zending, en langs de kust van met name de Regionale Gezondheidsdienst (RGD).
Een jaar na de uitbraak van de coronacrisis bleek uit cijfers van het Bureau voor Openbare Gezondheidszorg (BOG) dat inheemsen bovengemiddeld waren getroffen. Van de toen 172 coronadoden in Suriname, waren er 28 (16%) van inheemse komaf, terwijl inheemsen circa 4% van de bevolking uitmaken. Trio-dorpshoofden onder leiding van granman Asongo Alalaparoe waren niettemin sceptisch over medische zorg door de overheid en weigerden vaccinatie. Wayana-hoofd Ipomadi Pelenapin liet zich daarentegen demonstratief als eerste vaccineren, om argwaan tegen het vaccin onder zijn volk weg te nemen.

## Grondenrechten
De kwestie van de grondenrechten in Suriname heeft betrekking op de rechten op de woon- en leefgebieden en natuurlijke hulpbronnen. In 2005 en 2007 startten marrons hierom met succes zaken bij het Inter-Amerikaans Hof voor de Rechten van de Mens.
In 2007 spanden Karaïbische en Arowakse dorpen een zaak aan waarin het Inter-Amerikaanse Hof in 2016 uitspraak deed. In het vonnis wordt de Surinaamse staat gesommeerd binnen twee jaar collectieve grondrechten op het traditionele territorium van de volken toe te kennen. VIDS-voorzitter Lesley Artist overhandigde het vonnis enkele weken later aan minister Edgar Dikan van Regionale Ontwikkeling. Het dossier bleef lange tijd op zijn bureau liggen en nadat DNA de Wet Beschermde Dorpsgebieden uiteindelijk in 2017 had goedgekeurd, is die daarna ongetekend op het bureau van president Desi Bouterse blijven liggen. In mei 2023 kwam het tot een gewelddadig protest in Para waarbij twee doden en meerdere gewonden vielen.

### Vervuiling door goudwinning
Kleinschalige goudwinning vindt in het binnenland van Suriname plaats en zo ook in inheemse gebieden, zoals langs de Tapanahony- en Lawarivier. De winning betekent een inkomen voor een deel van de lokale inwoners, en daarnaast voor Braziliaanse garimpeiro's die vaak illegaal in Suriname verblijven. Er worden bossen gekapt waardoor leefgebieden van binnenlandse bewoners worden verstoord. Daarbij wordt bij de goudwinning het giftige kwik gebruikt waardoor het rivierwater vervuild raakt. Bewoners langs de rivieren zijn daarom voor hun waterconsumptie afhankelijk van regenwater of water uit putten. Een tweede bijkomstigheid is dat vissen ook door kwik vergiftigd raken en daardoor niet meer geschikt zijn voor consumptie.

## Monumenten
| Artikel          | Type         | Omschrijving                                                           | Foto | Kunstenaar  | Onthulling | Locatie                    |
| ---------------- | ------------ | ---------------------------------------------------------------------- | ---- | ----------- | ---------- | -------------------------- |
| Inheems Monument | standbeelden | 150 jaar Albina                                                        |      | Jozef Klas  | 1996       | Albina, langs de Marowijne |
| Inheems Monument | gedenkteken  | inheemsen                                                              |      | Jozef Klas  | 2008       | Groningen, Monumentenplein |
| Inheems monument | monument     | inheemsen                                                              |      | onbekend    | 2017       | Nieuw-Nickerie, Volksplein |
| Inheems monument | gedenkzuil   | Uitbuiting, onderdrukking, en overheersing door koloniale machthebbers |      | August Bohé | 2019       | Paramaribom, Palmentuin    |